# 靠左
靠左（英語：Keep Left）是南非的一个小型托洛茨基主义组织。该组织是国际社会主义倾向的成员。该组织的支持者曾加入南非共产党，在其内部开展活动，并出版刊物。但近来，该组织的支持者已经离开南非共产党。该组织开展许多反资本主义活动，还参加反私有化论坛。